# Kostas Skordis
Kostas (Dinos) Skordís (en griego: Κώστας Σκορδής) (28 de septiembre de 1928 – 22 de junio de 1989) fue músico griego que tocaba el clarinete.

## Biografía
Nació en Mavrolithari, Fócida, en 1928 y falleció en Atenas, en 1989. Εra aprendiz de Yianis Kiriakatis (clarinetista famoso de Atenas) y después trabajó en Joriatiki Avli (“Patio Campesino”, en griego: Χωριάτικη Αυλή) en Atenas con su banda y también, todos los veranos actuaban juntos en ferias locales de pueblos montañosos de Fócida (principalmente en Mavrolithari, Kastriótisa, Athanásios Diakos).
Ha colaborado con muchos cantantes de la canción griega folclórica como: Dimitris Kapsokefalos, Stathis Kavouras, Dimitris Zajos, Filio Pyrgaki, Maria Joleva, Maria Jatzopoulou, Giota Papakostopoulou, Anthoula Nousi, Sofía Votta, Thanasis Vottas, Yannis Kontaras, Giannis Sietos, Cristos Noulas, Giannis Stamos, Tasos Kristalis, Vasilis Vassiliou, Yiota Vei, Yannis Koutsoukos, Giannis Spathoulas, Mary Polly, Vasso Diamanti 
En 1965 participó en la película blanca y negra “Pantrevun Tin Agapi Mou” (“Casaron a mi amor”, en griego: Παντρεύουν Την Αγάπη Μου').  
Se trata de un drama bucólico de Kostas Dritsas en el cual podemos escuchar el clarinete de V. Aganakis, también.